# ویورزهوف
ویورزهوف (به هلندی: Wervershoof) یک منطقهٔ مسکونی در هلند است که در میدم‌بلیک واقع شده‌است. ویورزهوف ۳۱٫۰۸ کیلومتر مربع مساحت و ۸٬۵۴۵ نفر جمعیت دارد.